# Аријарат I
Аријарат I (грч. Αριαραθης) је био последњи краљ Кападокије у служби Персијског царства. Био је син Аријамна, који је помагао персијске владаре Артаксеркса III и Дарија III.
Диодор са Сицилије у својим списима говори да је приликом ступања Аријарата на трон Кападокије, Александар Македонски припојио Кападоцију Македонији, па се сматра да том периоду није био независан у односу на њега. За независност Кападокије изборио се тек непосредно уочи Александрове смрти, када је својој краљевини припојио и суседну покрајину Катаонију. Када је Александар 323. п. н. е. умро у Вавилону, Пердика је именовао Еумена за гувернера Кападокији. Аријарат се успротивио његовој власти због чега му је Пердика објавио рат. Аријарат је поражен и заробљен идуће године, након чега је погубљен заједно са најближим сарадницима. Диодор наводи како је имао 82 године приликом погубљења.